# Wildlife (альбом La Dispute)
Wildlife — второй студийный альбом американской постхардкор группы La Dispute, выпущенный 4 октября 2011 года, при поддержке лейбла No Sleep Records. Запись альбома, в основном, проходила в StadiumRed в Нью-Йорке в апреле 2011 года. Участники группы взяли под свой контроль все производственные объекты записи, совместно с Эндрю Эвердингом и Джозефом Педалла. Wildlife был последней работой группы совместно с No Sleep Records, после они основали свой лейбл Better Living.
Музыканты отметили, что различные элементы альбома Wildlife были взяты из предыдущих работ La Dispute, в особенности из Somewhere at the Bottom of the River Between Vega and Altair и Here, Hear III., в жанрах скримо, прогрессив рок и пост-рока. Альбом состоит из лирических тем, которые фокусируются на личных потерях, гневе и отчаянии участников группы, он представляет собой сборник неопубликованных «коротких историй» от несуществующего автора, совместно с нотами и секционной тематикой и использованием четырех монологов.
Альбом дебютировал под номером 135 в US Billboard 200, продавшись тиражом в 3140 копий в первую неделю, но там провел лишь одну неделю. До альбома были выпущены два сингла «Harder Harmonies» и «The Most Beautiful Bitter Fruit». Wildlife был хорошо принят критиками, которые в основном хвалили концептуальные тексты песен и более мелодичный подход к стилю группы.

## Запись и издание
После выхода предыдущего альбома, Somewhere at the Bottom of the River Between Vega and Altair, группа долго не приступала к написанию следующего из-за непрерывного турне по всей территории Соединенных Штатов и Канады, с коротким туром в Европе и Австралии. Комментируя задержку между выпусками альбомов, вокалист Джордан Дрейер сказал, что он и остальные члены группы хотели абсурдно долго ждать для созревания материала, а затем начать и стать настолько классными, насколько смогут. Группа решила использовать лирические элементы, которые они намеревались использовать в первом альбоме, но не стали, поскольку сочли их не полностью доработанными. Во время написания La Dispute имел конкретные цели: они собирались сделать альбом с 14 треками и точно знали, что они хотели от каждой песни.
La Dispute написали и записали Wildlife кусками, чтобы не нарушить интенсивный график поездок. Альбом был записан в двух разных студиях с инженерами-постановщиками Эндрю Эвердингом и Джо Педуллой. Они начали с записи инструментов шести треков в Drasik Studios в Чикаго; этот процесс записи проходил в течение двух недель. Тексты песен отличаются от предыдущих релизов La Dispute. Дрейер написал истории и концепции для каждой песни, а затем группа адаптировала эти тексты в лирику и написала музыку. В интервью Дрейера спросили, как отличается авторский подход к записи; он сказал, что текст был написан до того, как придумали музыку: «На этот раз мы полностью изменили процесс. До Wildlife мы всегда начинали с музыки и добавляли вокал позже, основываясь на том, как песня чувствовалась. На этот раз, потому что у нас были более конкретные цели и мы хотели работать как единое целое, делали наоборот […]». Дрейер и остальная команда La Dispute выразили заинтересованность в написании концептуальной записи. «Часто, я думаю, записи с линейным повествованием ограничивают зрителя, в простом наслаждении прослушивания, ведь не каждый хочет сесть и послушать альбом с начала до конца». Когда они вернулись из своих гастролей в Австралии в феврале 2011 года, они «исчезли» на два месяца, в течение которых сеансы написания текстов продолжались от двенадцати до четырнадцати часов в день.
La Dispute записали оставшуюся часть альбома за месяц в StadiumRed в Нью-Йорке в апреле 2011 года. Дрейер хотел дать альбому наиболее натуральное звучание, не используя искусственные реверберационные или студийные приемы, которые придали бы альбому синтезированное качество; Джо Педулла заявил, что хотел дать альбому необработанный и аутентичный звук: «Мы просто пытались поймать такое звучание, будто бы зритель сидел и слушал гитару в комнате. У Джордана Драйера сумасшедший диапазон в 20 дБ, переходящий с громкого на тихий. Таким образом, некоторые вокальные партии не имеют никакого колебания. Где он говорит и тихо поёт, комната не гудит, и он как будто поёт рядом. Затем происходит энергичное усиление, и мы замечаем, насколько он может быть громким». Вокал Драйера записывали очень долго, так как он пытался звучать как в своих живых выступлениях. Особенностью записи альбома было использование «вспомогательных инструментов» трубы и родес-пиано, и даже инструментов, созданных братом Стеринбурга из металлолома.

## Название
Название Wildlife не присутствует в текстах треков, а является темой, которая соединяют песни. Дрейер рассматривает Wildlife как «всеобъемлющее слово, объединяющее все», и он сказал, что «все мы являемся свидетелями трагедий и перемен. Это сумма всего нашего существования». На внутренней стороне обложки альбома написаны слова посвящения «Для всего» (англ. «To — for everything»), но они зачеркнуты. Барабанщик Бред Вандер Ладжт, когда его спросили о посвящении, ответил: «Это слова Джордана, а не мои. […] Эти слова имеют значение для истории, которую он рассказывает. Вы, вероятно, услышите немного больше об этом в следующих работах, Джордан, как известно, продолжает свои рассказы в следующих альбомах».

## Композиции

### Музыка
Музыка Wildlife похожа на первый альбом группы, включает элементы пост-хардкора, скримо, прогрессив-рока и пост-рока. Алекс Ривз из «The 1st Five» описывает её как «блюзовая причуда c экспериментальными штрихами». По сравнению с первым альбомом, Wildlife мелодичный и имеет более схожие музыку и вокал, с большим упором на прогрессивное звучание. Скрим панк-рок стиля меньше, но как и в ранних работах группы, вокал чередуется между пением и разговором. Структуры песен часто нетрадиционные. В Wildlife используются инструментальное дополнение к текстам. Ривз описал альбом, сказав, что «музыка умело создает напряжение и ощущение инстинктивных эмоций, и сбрасывает это напряжение своевременном всплеском».

### Текст
Дрейер всегда говорил, что второй альбом группы будет содержать «много повествований» и «более искренние чувства», чем их дебютный альбом. Когда группа описывала звучание альбома, они верили, что «музыка более тяжелая и более мягкая, более быстрая и более медленная, более сложная и более прямолинейная, и я знаю, мои товарищи по группе согласятся, что на самом деле она звучит хорошо, по крайней мере, мы так слышим». Работы писателя Владимира Набокова Бледный огонь и Лолита имеют «колоссальное влияние» на Wildlife, в альбоме представлены тёмные лирические темы, которые фокусируются на личной потере, гневе и ощущения отчаянья от вида упадка родного города, а также на личной потери, будь то вера, друзья или члены семьи.
В представлении группы, альбом является сборником неопубликованных «коротких рассказов» от гипотетического автора, вместе с заметками, и тематическим разделением с четырьмя монологами. Истории рассказываются параллельно с мыслями автора о потерях и борьбе, текст которых, придуман Дрейером или взят из его личной жизни, включая настоящие истории из родного города Гранд-Рапидс. Четыре монолог «A Departure», «A Letter», «A Poem» и «A Broken Jar» рассматривают вопросы потери и борьбы творца. Первые два монолога Wildlife написаны, чтобы «уловить общий настрой». «A Poem» и «A Broken Jar» имеют spoken word и инди-фолк влияние и вызывают мелодраматические чувства.
Первый из них - это поиск цели людей и то, что другие люди используют для создания упорядоченности жизни. Второй - это нечто похожее, но с более сильнодействующими чувствами. Они про уединение или погружение в глубину. Третий - это момент в записи, когда персонаж находит в себе некоторую перспективу для продолжения борьбы, участь на чужих ошибках. Последний из них, является суммированием двух основных тем всего альбома: рассказанные истории, и эти четыре монолога.
«St. Paul Missionary Baptist Church Blues» повествует, о теряющей значение, заброшенной церкви в Гранд-Рапидсе и как она поразительно контрастирует с популярностью других церквей. Бен Паташник из Rock Sound описывает «Edit Your Hometown» как «преодоление границ между мелодрамой и реальной драмой». «The Most Beautiful Bitter Fruit» касается темы сексуальности автора рассказов, выясняя и подвергая сомнению его неспособность к участию в случайном сексе. «King Park» — семиминутная баллада, которая фокусируется на городской криминальной культуре и следует за человеком, совершившим убийство из автомобиля (en:drive-by shooting), а затем, он, страдающий от вины, решается на самоубийство. Драйер описал историю песни: «Один или два года назад, на улице, где работали я и Бред был застрелен ребёнок. Этот район был пронизан бандитским насилием, и за этим было очень ужасно наблюдать». «Edward Benz, 27 Times» — это история отца о страдании, на которого жестоко напал его сын с шизофренией, в то время как «I See Everything» описывает родителей, потерявших своего семилетнего сына от рака.

## Выпуск альбома

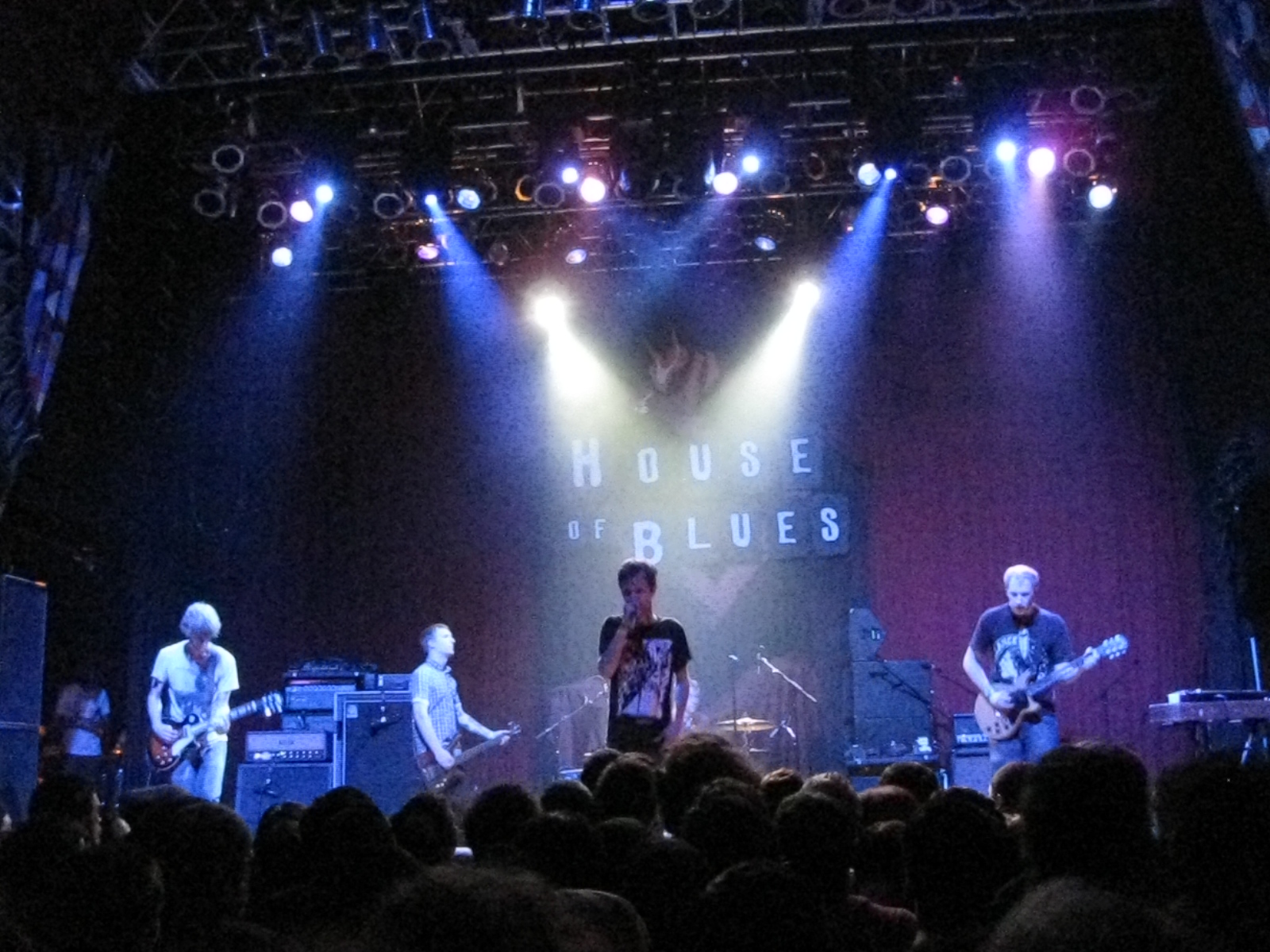
Концерт La Dispute в 2011 году. Во время первоначального турне в поддержку альбома, группа воздержалась от исполнения некоторых песен, таких как «King Park», которые, по их мнению «эмоционально тяжелые» для живых концертов.

Во время своего европейского турне в августе 2011 года La Dispute исполнила новую песню под названием «Edit Your Hometown». После окончания тура, в своём блоге, La Dispute написал сообщение под названием «Прибытие» (англ. «Arrivals»), в котором был анонсирован список треков, обложка альбома и первый сингл под названием «Harder Harmonies». Он стал доступен для скачивания 23 августа 2011 года вместе с анонсом альбома. 9 сентября вышел седьмой трек «The Most Beautiful Bitter Fruit». 23 сентября La Dispute загрузил весь альбом на свой официальный сайт и на свою страницу Facebook. Интернационально, альбом был выпущен 4 октября 2011 года. 26 октября 2011 года Wildlife был выпущен в Германии в немецком альтернативном журнале Visions. В октябре и ноябре 2011 года группа поддержала выход альбома с помощью турне по США вместе с Thrice.
В течение одного дня, 25 декабря 2011 года La Dispute сделала всю свою дискографию, в том числе Wildlife, бесплатной для скачивания с возможностью пожертвовать деньги 826michigan, некоммерческой организации в Мичигане, для поддержки творческих детей в возрасте от 6 до 18 лет и помощи учителям, вдохновляющим своих учеников писать. Сумма пожертвований составила $1600.
В 2012 году La Dispute начал серию гастрольных туров, которые проводились для поддержки Wildlife, в Европе, Австралии и Северной Америке. Европейский тур La Dispute состоялся в январе и начале февраля вместе с группой Former Thieves. Их австралийский тур начался через четыре дня после европейского, и вместо того, что бы у них была постоянная группа на разогреве, каждую ночь играла новая местная группа. Североамериканский этап тура начался в конце марта и продолжался до июня, на разогреве были группы Balance and Composure, Sainthood Reps и All Get Out. На своих концертах в США группа снова сотрудничала с 826michigan и продала 150 копий дискографии. Эти сборники, также, включали в себя их CD «Conversations», в которых подробно излагаются лирические темы Wildlife, а также редкие фотографии, плакаты, открытки и другие предметы. В июне 2012 года группа выступала на нескольких фестивалях в Европе, включая Download Festival, Greenfield Festival, Hurricane Festival и Southside Festival вместе с группой Hot Water Music. La Dispute планировал провести третий европейский тур с Title Fight и Make Do and Mend в сентябре и октябре 2012 года.
Поскольку La Dispute играли на множестве фестивалей, они на каждом концерте исполняли разные песни и создавали свою атмосферу. Также, некоторые композиции они начали играть на концертах не сразу, например «King Park», которая была слишком эмоциональна и сильно истощала участников группы, но в конечном итоге эти песни стали играться в живую. В сентябре 2012 года группа сыграла концерт в баптисткой церкви святого Пауля, про которую идёт речь в треке «St. Paul Missionary Baptist Church Blues».

## Рецензии
| Оценки критиков   | Оценки критиков |
| Источник          | Оценка          |
| ----------------- | --------------- |
| Allmusic          | [ 18 ]          |
| Alternative Press | [ 17 ]          |
| Rock Sound        | 9/10            |
| Sputnikmusic      | [ 28 ]          |

### Рецензии критиков
Альбом получил положительные отзывы от критиков. Алекс Ривз из The 1st Five дал положительный отзыв Wildlife, благоприятствуя его лирической глубине и интимности, сравнивая текст альбома с «чтением заплаканного дневника хорошего друга». Кристи Черри, пишущая для Allmusic, дала альбому три с половиной звезды из пяти и похвалила его за зрелость и развитие группы сравнивая с дебютом, сказав: «Wildlife — лучший их альбом, от которого фанаты ожидали энергичность, но получили зрелый альбом выработанный за годы существования La Dispute». Джошуа Хан из Blare Magazine дал альбому 4,5 из 5 звезд рейтинга и охарактеризовал четыре монолога как «мучительные прогрессивные рок всплески».
Дэниел Роу из Rockfreaks заметил большой стилистический сдвиг музыуи от стремительного хардкор-панка к гармоничной последовательности. Чаннинг Фриман из Sputnikmusic дал положительный обзор, похвалив текст альбома по сравнению с предшественником, и описал альбом в как «призыв к возрождению пост-хардкорных групп».
Отрицательное мнения об альбоме происходило из-за его содержания. Некоторые критики говорят, что серьезный текст трудно переварить. Другие говорили, что вокал Дрейера омрачает инструментарий. Алекс Эндрюс из Thrash Hits дал альбому четыре из шести звезд, добавив: «Вне всякого сомнения в присутствии Дрейера остальная часть группы пропадает на заднем плане. Это позор, потому что по большей части, они создают интересные вещи».

### Продажи
Звукозаписывающий лейбл La Dispute No Sleep произвел 5000 экземпляров для первого издания Wildlife. В Соединенных Штатах альбом дебютировал в Billboard 200 под номером 135, продав 3140 копий альбома в первую неделю. Из них 1192 копии были грампластинками.

### Награды
Альбом Wildlife в 2011 году попал в номинации журналов Rock Sound и Kill Your Stereo. Rock Sound разместил альбом на 19 место из 50 лучших альбомов года. Альбом также был включен в список «Staff International Top 10» Kill Your Stereo, оказавшись на 7 из 10 мест.

## Список композиций
Слова и музыка всех песен — Джордан Дрейер, Бред Вандер Ладжт, Чэд Стеринбург, Кевин Уайттемор и Адам Весс.
| №                   | Название                                             | Длительность |
| ------------------- | ---------------------------------------------------- | ------------ |
| 1.                  | «A Departure»                                        | 3:32         |
| 2.                  | «Harder Harmonies»                                   | 3:35         |
| 3.                  | «St. Paul Missionary Baptist Church Blues»           | 3:46         |
| 4.                  | «Edit Your Hometown»                                 | 2:55         |
| 5.                  | «A Letter»                                           | 3:49         |
| 6.                  | «Safer in the Forest/Love Song for Poor Michigan»    | 3:46         |
| 7.                  | «The Most Beautiful Bitter Fruit»                    | 3:55         |
| 8.                  | «A Poem»                                             | 2:59         |
| 9.                  | «King Park»                                          | 6:54         |
| 10.                 | «Edward Benz, 27 Times»                              | 5:45         |
| 11.                 | «I See Everything»                                   | 3:37         |
| 12.                 | «A Broken Jar»                                       | 2:19         |
| 13.                 | «All Our Bruised Bodies and the Whole Heart Shrinks» | 5:04         |
| 14.                 | «You and I in Unison»                                | 4:56         |
| Общая длительность: | Общая длительность:                                  | 57:50        |

## Места в чартах
| Чарт (2011)                           | Позиция |
| ------------------------------------- | ------- |
| U.S. Billboard 200                    | 135     |
| U.S. Heatseekers                      | 6       |
| U.S. Billboard Top Independent Albums | 27      |
| U.S. Alternative Albums               | 25      |
| U.S. Rock Albums                      | 28      |

## Участники записи
| La Dispute - Джордан Дрейер — вокал, текст, перкуссия - Чэд Стеринбург — гитара, синтезатор, перкуссия, бэк-вокал, глокеншпиль, труба - Адам Весс — бас-гитара, бэк-вокал, гитара, баритон-гитара - Кевин Уайттемор — гитара - Бред Вандер Ладжт — Ударная установка, перкуссия, клавишные, глокеншпиль, бубен, шейкеры, пианино | Дополнительный персонал - Адам Весс — арт-директор - La Dispute — продюсер - Эндрю Эвердинг — продюсер, звукорежиссёр - Джозеф Педалла — Звукорежиссёр, продюсер, микширование - Кит Пэрри — помощник звукорежиссёра - Рикардо Гутьеррес — звукорежиссёр |